# 하워드 카터

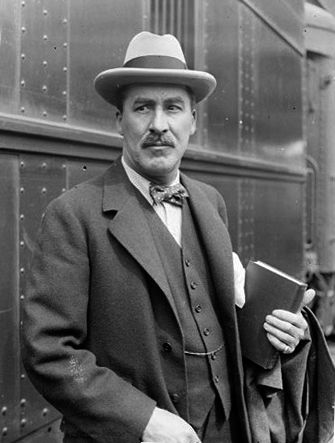
하워드 카터

하워드 카터(Howard Carter, 1874년 5월 9일 ~ 1939년 3월 2일)는 영국의 고고학자이며 이집트 투탕카멘의 묘를 발굴하였다.

## 생애
하워드 카터는 1874년 그레이트 브리튼 아일랜드 연합 왕국의 켄징턴에서 태어났다. 그는 17살에 대영 박물관에서 고고학을 배운 후 당시 최고의 고고학자였던 윌리엄 피트리에게 고고학을 배운 뒤 이후 이집트 고고국의 국장인 가스통 마스페로의 후원으로 1902년부터 왕가의 계곡에서 투트모세 4세 · 아멘호테프 1세 등의 묘를 발견했다.
그 후, 조지 하버트 카너본 경의 후원으로 1922년 11월 4일에 고대 이집트의 왕 투탕카멘의 왕묘를 발견하였다. 흔히 투탕카멘 묘를 발굴할 때의 파라오의 저주가 유명한데, 이 중 하워드 카터가 키우던 애완새 카나리아가 코브라에게 잡혀먹혔으므로 몇몇 발굴 인부들은 발굴작업에 불길한 징조라고 두려워 하였다. 왜냐하면 코브라는 이집트 왕의 머리를 장식하는 동물이었기 때문이다. 그리고 1923년에 그의 발굴을 후원하던 조지 하버트 카너본 경이 사망하자 투탕카멘의 저주를 받아 사망하였다는 소문이 펴졌다. 그러나 1933년 나치 독일의 고고학자인 슈타인도로프는 발굴 작업이 진행되던 중에 죽은 21명의 죽음을 일일이 조사하여, 나이가 들어 죽었거나 발굴과는 전혀 관계없는 사람들의 죽음, 또는 우연한 죽음이었다고 진상을 밝혔다. 파라오의 관에 일반적으로 '사자의 안녕을 방해하는 자에게 저주가 있으라'라는 문구가 쓰여진 것이 사실이나, 투탕카멘의 관에는 이와 정반대로 '왕의 이름을 알리는 자에게 복이 있으라'라는 말이 쓰여 있다.
그 후 6년에 걸쳐 발굴 작업이 계속진행되었고 이집트학에 풍부하고 중대한 공헌을 하였다. 하워드 카터는 투탕카멘 왕묘의 발굴을 마지막으로 더 이상 발굴작업을 하지 않았으며 1932년 영국으로 돌아갔다. 그는 1939년 3월 2일 64세의 나이로 죽었다.